# Wiktorzyn (powiat wysokomazowiecki)
Wiktorzyn – kolonia pofolwarczna w Polsce położona w województwie podlaskim, w powiecie wysokomazowieckim, w gminie Klukowo.
Administracyjnie kolonia Janki i kolonia Wiktorzyn są sołectwem Janki, Wiktorzyn.
W latach 1975–1998 miejscowość administracyjnie należała do województwa łomżyńskiego.

## Historia
Pod koniec XIX w. Wiktoryn, folwark dóbr Kuczyn Wielki w powiecie mazowieckim. Nazwa zapewne wywodzi się od imienia Wiktoryna Kuczyńskiego. Po 1864 r. majątek o powierzchni 83 ha należał do Rosochackego, następnie do Aleksandra Czaszkowskiego i spółki. 
Według spisu z 1921 roku w folwarku znajdowały się 3 domy z 33 mieszkańcami oraz leśniczówka o tej samej nazwie z 6 mieszkańcami.
Około 1935 r. spadkobiercy Czaszkowskiego sprzedali folwark Stanisławowi Godze. Od końca 1939 r. Goga pracował w sowchozie pod Białymstokiem. Po przyjściu Niemców powrócił i pracował tu do jesieni 1944 r. Wtedy to majątek upaństwowiono. Właściciel został aresztowany i wywieziony do Ostaszkowa. Do Polski powrócił na początku roku 1946, ale wkrótce zmarł, na skutek wcześniejszego pobicia przez UB w Wysokiem Mazowieckiem i trudne warunki obozowe.

## Obiekty zabytkowe
- krzyż przydrożny, żeliwny, z 1893 r.[9]

## Współcześnie
Wiktorzyn to bardzo mała wieś. Produkcja roślinna podporządkowana hodowli krów mlecznych.